# Arena Carioca 3
L'Arena Carioca 3 est une salle omnisports située à Barra da Tijuca dans l'ouest de Rio de Janeiro, au Brésil, conçue pour les Jeux olympiques d'été de 2016.
Elle est utilisée pour le taekwondo et l'escrime ainsi que le judo aux Jeux paralympiques. Après les Jeux, il deviendra le Gymnase Expérimental Olympique (GEO), un établissement municipal destiné au sport pour une capacité de 850 élèves à temps complet.